# Constant de Faraday

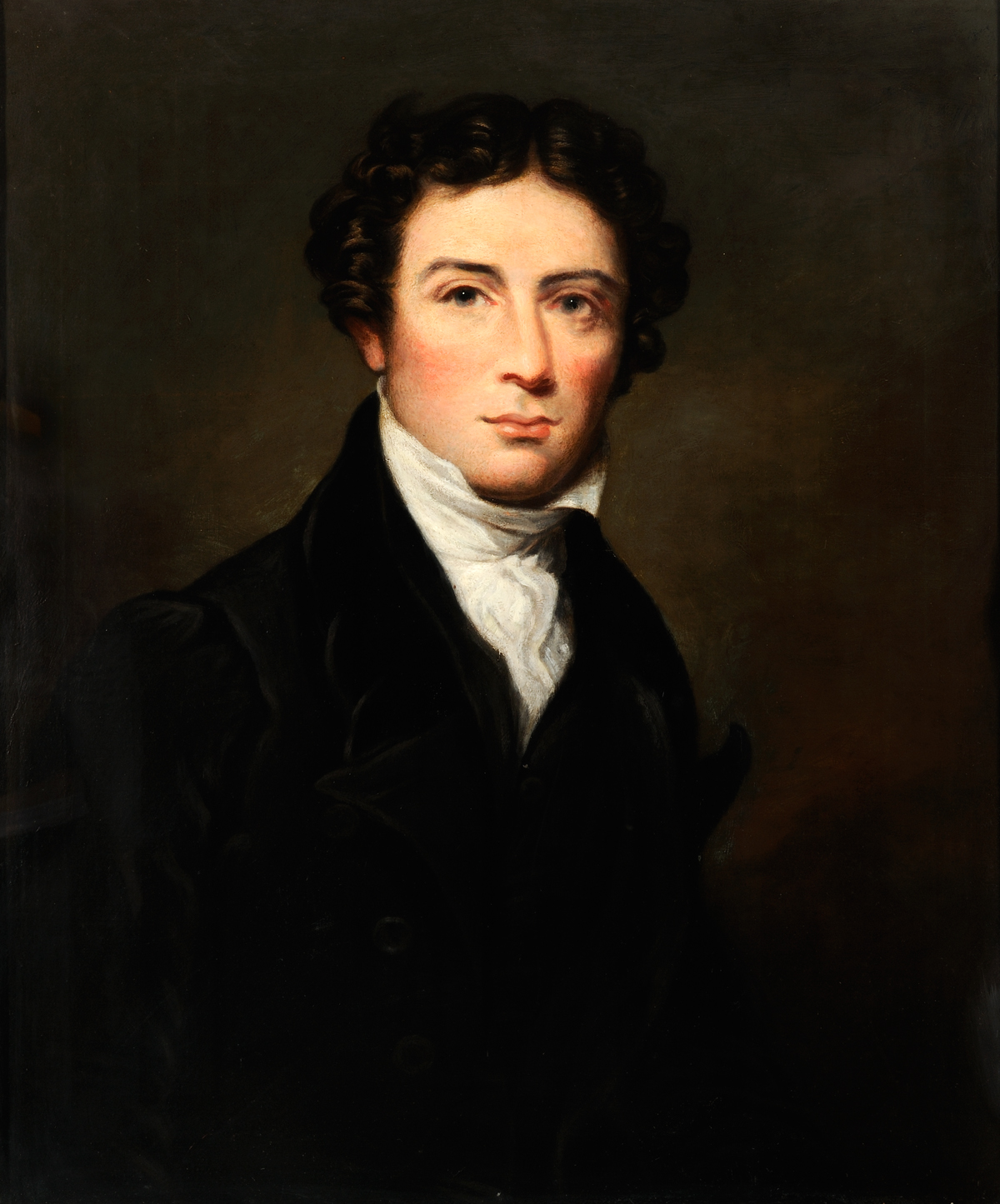
Retrat de Michael Faraday (1791-1867).

En física i química, la constant de Faraday és la quantitat de càrrega elèctrica que hi ha en un mol d'electrons. Aquesta constant va rebre el seu nom en honor del científic britànic Michael Faraday. S'utilitza als sistemes d'electròlisi per tal de determinar la massa del producte químic que es dipositarà a un elèctrode.
El símbol d'aquesta constant és F, i ve donada per
{\displaystyle F=e\cdot N_{A}=96.485\,336\,5\times 10^{3}\;{\frac {\mathrm {C} }{\mathrm {mol} }}},
on
NA és el nombre d'Avogadro, aproximadament 6,02 × 1023 mol-1
e és la magnitud de la càrrega elemental d'un electró, aproximadament 1,602 × 10–19 coulombs per electró.
El valor de F va ser determinat per primer cop pesant la quantitat de plata dipositada a partir d'una reacció electroquímica a la qual es va fer passar una quantitat coneguda de corrent durant un determinat període. Aquest valor va ser utilitzar per calcular el nombre d'Avogadro. La recerca continua per tal de trobar de manera més precisa el valor de la constant de Faraday, i en conseqüència del nombre d'Avogadro. Hi ha el projecte de redefinir el quilogram en termes d'un nombre conegut d'àtoms